# John Walker (atleta)
John George Walker (Papakura, Nueva Zelanda, 12 de enero de 1952) es un atleta, ya retirado, especializado en carreras de media distancia de Nueva Zelanda. Fue campeón olímpico en Montreal 1976, ex plusmarquista mundial de la milla y los 2000m lisos, además de ser el primer corredor en correr más de 100 carreras de la milla por debajo de 4 minutos.

## Carrera atlética
Durante su carrera fue considerado como unos de los mejores corredores de mediofondo, Walker fue preparado por Arch Jelley, director de escuela y corredor de media distancia, cuyo trabajo con los corredores ha sido tipificado por programas de entrenamiento meticulosos con bases científicas y comunicación efectiva en persona.
Su logro más conocido fue el oro en los 1.500 metros en los Juegos Olímpicos de Montreal 1976. Desafortunadamente, este éxito fue parcialmente eclipsado porque 22 países africanos boicotearon los Juegos Olímpicos para protestar contra una gira por Sudáfrica de los "All Blacks", el equipo nacional de rugby de Nueva Zelanda.

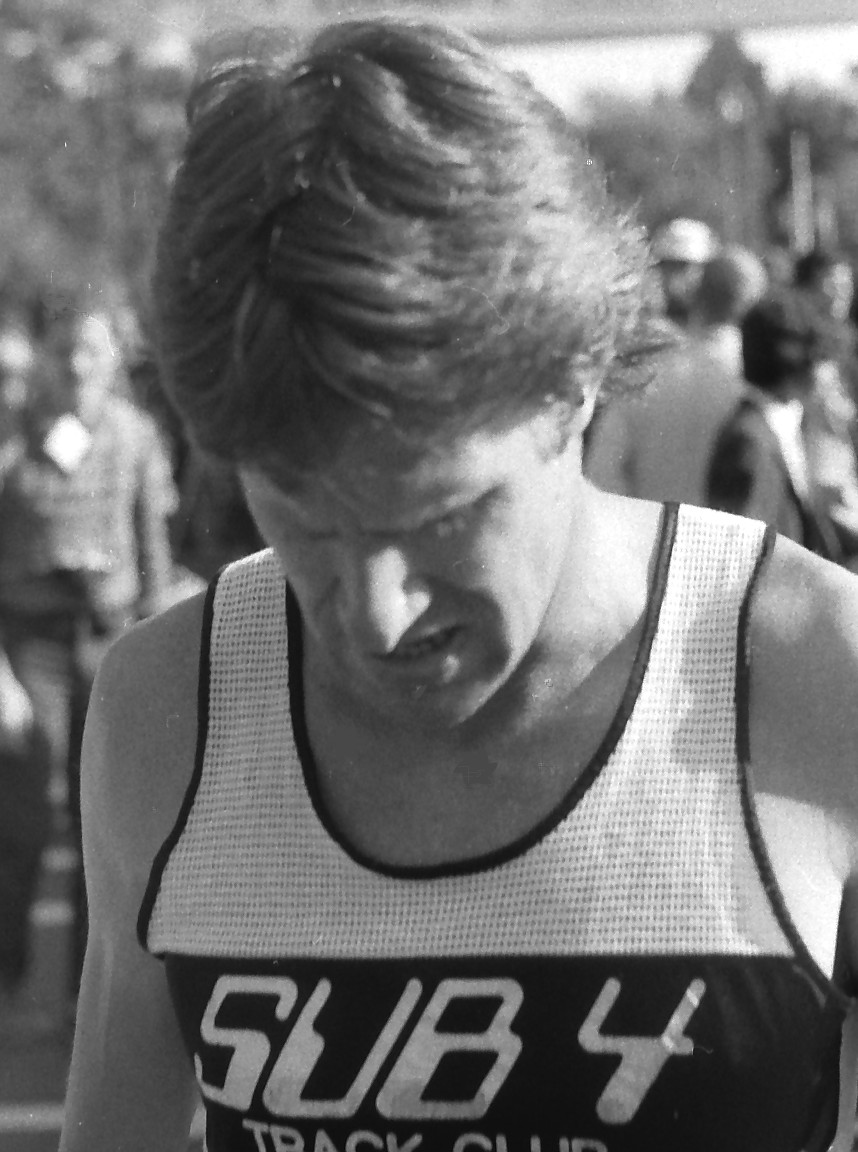
John Walker.

Walker ya había conseguido prominencia mundial en 1974 cuando quedó segundo, después de Filbert Bayi, en los 1.500 metros de los Juegos de la Mancomunidad en Christchurch, donde ambos corredores batieron el récord mundial existente. Aunque pareció el boicot negarle a Bayi (que era el principal rival de Walker) la oportunidad de retarle en el título de los 1.500 metros, es desconocido para muchos que Bayi no habría competido ya que el tanzano en ese momento estaba sufriendo de una infección viral severa. Walker también había derrotado a Bayi en varias carreras de 1 milla y 1.500 m antes de los Juegos Olímpicos de 1976.
Walker consiguió el récord mundial de la milla con un tiempo de 3:49.4 minutos establecido en Gotemburgo el 12 de agosto de 1975, mejorando el tiempo anterior establecido por Filbert Bayi. Fue la primera vez en que la barrera de los 3 minutos y 50 segundos fue batida y fue 10 segundos más rápido que el primer sub 4 minutos para una milla histórico de Roger Bannister de 3:59.4 conseguido veinte años atrás. La marca permaneció vigente hasta el 17 de julio de 1979, cuando fue batido por Sebastian Coe.
Walker también consiguió el récord mundial de los 2.000 metros, con un tiempo de 4:51.4 en Oslo el 30 de junio de 1976. Esto batió por casi cinco segundos el récord de diez años de Michel Jazy. Steve Cram superaría el récord de Walker con un tiempo de 4:51.39 en Budapest el 4 de agosto de 1985.
Walker más tarde se convirtió en el primer atleta en correr 100 carreras de la milla en tiempos por debajo de 4 minutos, en una muy reñida y contenciosa batalla con Steve Scott. A fecha de febrero de 2009 aún conserva cuatro récords de Nueva Zelanda, el de 1000 m lisos, la milla, 2000m lisos y 3000 m lisos.
En 1996, Walker anunció que padecía la enfermedad de Parkinson.
- Datos: Q358383
- Multimedia: John Walker (runner) / Q358383